# 拉夫喬伊 (喬治亞州)
拉夫喬伊（英語：Lovejoy）是一個位於美國喬治亞州克萊頓縣的城市。

## 地理
拉夫喬伊的座標為33°26′39″N 84°18′54″W / 33.44417°N 84.31500°W，而該地的平均海拔高度為290米（即951英尺）。

## 人口
根據2010年美國人口普查的數據，拉夫喬伊的面積為6.78平方千米，當中陸地面積為6.72平方千米，而水域面積為0.06平方千米。當地共有人口6422人，而人口密度為每平方千米947人。